# Hupalupo
Hupalupa, Hupalupu o Hupalupo (La Gomera ? - 1488-9?) va ser un guanxe que va participar en la Rebel·lió dels gomers de 1488, revolta dels habitants de l'illa de La Gomera contra el domini castellà. Pel que sembla exercia una funció unificadora entre els bàndols de l'illa i va voler advertir a Hernán Peraza "el Jove" que estava produint un descontentament entre els gomeros pels seus continus abusos i vexacions. En no atenir-se aquest a aquestes raons, es reuneix amb alguns caps de cantó i decideixen capturar Hernán Peraza, encara que aquest resulta mort en l'acció a les mans del pastor Hautacuperche. A aquesta acció van seguir fets terribles que encara perduren en la memòria popular de l'illa i que han quedat reflectits en textos històrics, com els del frare Juan Abreu Galindo (segle xvi) o els del clergue José de Viera y Clavijo (segle xviii).